# Myszka Miki i Kaczor Donald zapraszają na film
Myszka Miki i Kaczor Donald zapraszają na film (ang. Walt Disney's Mickey and Donald, 1988) – składanka amerykańskich filmów animowanych z Myszką Miki i Kaczorem Donaldem oraz ich przyjaciółmi.
Emitowany był w niedzielnej wieczorynce od 1990 roku w Programie 1. Telewizji Polskiej w Wieczorynce.